# 又野千紘
又野 千紘（またの ちひろ、1985年9月17日 - ）は、日本の熊本県を中心に活動するフリーアナウンサー。
元・熊本放送アナウンサーおよび、同局（RKKラジオ）の元ラジオカーリポーター。

## 略歴・人物
2008年から2011年春までRKKラジオのラジオカーリポーター「ミミーキャスター」（33期）として活動、ミミーキャスター卒業後も、リポーターを中心にラジオパーソナリティとして、結婚・出産を経た2017年1月迄活動。
その後2017年2月から、野溝美子の産休入りに伴い、アナウンサーとして古巣の熊本放送に復帰、2019年迄在籍した。その後はフリーとして活動している。
私生活では、1児の母でもある。

## 嗜好・挿話
身長153cm（2008年時点）。好きな食べ物はチーズ・アボカド・シュークリーム等。
漫画やアニメが好きだが、2021年現在のそれらには明るくないらしい。

## 担当番組等
※2025年1月現在

### ラジオ
RKKラジオ
- 午後2時5分一寸一服（金曜→水曜→水・木曜→水曜のみ、2013年4月 - ）
  - RKK在籍中は木曜も担当していた。
- パンシロンPresents おなかがグーは、しあわせのグー。（RKKラジオ版、企画ネット）

### テレビ
RKKテレビ
- 週刊山崎くん（ナレーション）
  - 2021年10月6日より担当。
- 女性の健康ブライト（聴き手）

## 過去の出演番組等

### ラジオ・テレビ
熊本放送
- 熊日ニュース（随時）

### ラジオ
RKKラジオ
- 歌のない歌謡曲（RKKラジオ版、2015年 - 2023年）
- 沖村・米満のアナドキ!（2021年度）
- 塚原まきこの福ミミらじお
  - 塚原まきこがドイツ旅行中[6]の2018年10月12日[2]及び19日[7]、塚原が冬休み時の2021年12月30日の計3回代理で担当している。
- ラジオやってます （2021年10月9日[8][9]、2022年7月23日、2023年11月25日・12月30日、2024年7月27日・10月26日）
- 津田ひかるのときめき！大阿蘇〜週末ASOトピ〜（2024年7月 - 10月、津田ひかるの産休代理）

- 以下3番組はミミー時代からリポーターとして不定期出演。
  - 桂木まやのシャバダバサタデー
  - えっちゃんのサンデーマルシェ
  - まさやんのラジオ・デスマス

他多数